# Jean-Marie Lengellé
Jean-Marie Lengellé est un monteur français.

## Filmographie (sélection)
- 2001 : Jeu de cons de Jean-Michel Verner
- 2006 : Célibataires de Jean-Michel Verner
- 2007 : Mange, ceci est mon corps de Michelange Quay
- 2013 : La Vie d'Adèle : Chapitres 1 et 2 d'Abdellatif Kechiche
- 2014 : Timbuktu d'Abderrahmane Sissoko
- 2015 : Demain dès l'aube de Lotfi Achour
- 2016 : Dreamstates d'Anisia Uzeyman
- 2017 : M de Sara Forestier
- 2017 : Ciao Ciao de Song Chuan
- 2018 : Mektoub my love : Canto uno d'Abdellatif Kechiche
- 2018 : Beautiful days de Jéro Yun

## Distinctions

### Nominations
- César 2014 : César du meilleur montage pour La Vie d'Adèle : Chapitres 1 et 2